# Финска на Светском првенству у атлетици у дворани 2018.
Финска је учествовала на 17. Светском првенству у атлетици у дворани 2018. одржаном у Портланду од 17. до 20. марта шеснаести пут. Репрезентацију Финске представљале су 3 атлетичарке које су се такмичиле у 2 дисциплине.,
На овом првенству такмичарке Финске нису освојиле ниједну медаљу нити су остварили неки резултат.

## Учесници
Жене:
- Норалота Незири — 60 м препоне
- Рета Хурске — 60 м препоне
- Кристина Макела — Троскок

## Резултати

### Жене
| Атлетичарка     | Дисциплина   | Лични рекорд | Квалификације  | Квалификације | Полуфинале  | Полуфинале | Финале                | Финале       | Детаљи |
| Атлетичарка     | Дисциплина   | Лични рекорд | Резултат       | Место         | Резултат    | Место      | Резултат              | Место        | Детаљи |
| --------------- | ------------ | ------------ | -------------- | ------------- | ----------- | ---------- | --------------------- | ------------ | ------ |
| Норалота Незири | 60 м препоне | 7,97 НР      | 8,13 КВ        | 3. у гр. 1    | 8,20 (.200) | 7. у гр. 2 | Нису се квалификовале | 19 / 36 (37) |        |
| Рета Хурске     | 60 м препоне | 8,12         | 8,20 (.194) кв | 5. у гр. 4    | 8,20 (.194) | 7. у гр. 3 | Нису се квалификовале | 18 / 36 (37) |        |
| Кристина Макела | Троскок      | 14,20 НР     |                |               |             |            | 13,73                 | 16 / 17      |        |